# Caporal (militar)
El caporal es un bajo oficial de infantería.
Los caporales ocupan entre los bajos oficiales de infantería el mismo grado que los brigadieres entre los bajos oficiales de caballería, esto es, el último. La palabra caporal viene del Italiano caporale derivada del latín caput. En tiempo de Montluc los bajos oficiales, que nosotros llamamos caporales, se llamaban cabos de escuadra. Se ha comenzado a darles el nombre de caporales en tiempo de Enrique II.
El caporal es el jefe de una escuadra y la fuerza de esta división de compañía, proporcionada al número de los soldados y caporales de la misma compañía. Aunque el caporal esté particularmente dedicado al mando de una escuadra no por eso deja de tener igual autoridad activa sobre todos los soldados de su compañía y sobre aquellos con quienes está de servicio. 
Sus obligaciones son las mismas que las del brigadier; así necesita iguales conocimientos y cualidades morales y físicas más con esta advertencia: que el caporal siendo un bajo Oficial de infantería no está obligado a saber la que únicamente pertenece al bajo oficial de caballería. Las prerrogativas de los caporales son las mismas que las de los brigadieres.